# Marianne Rector

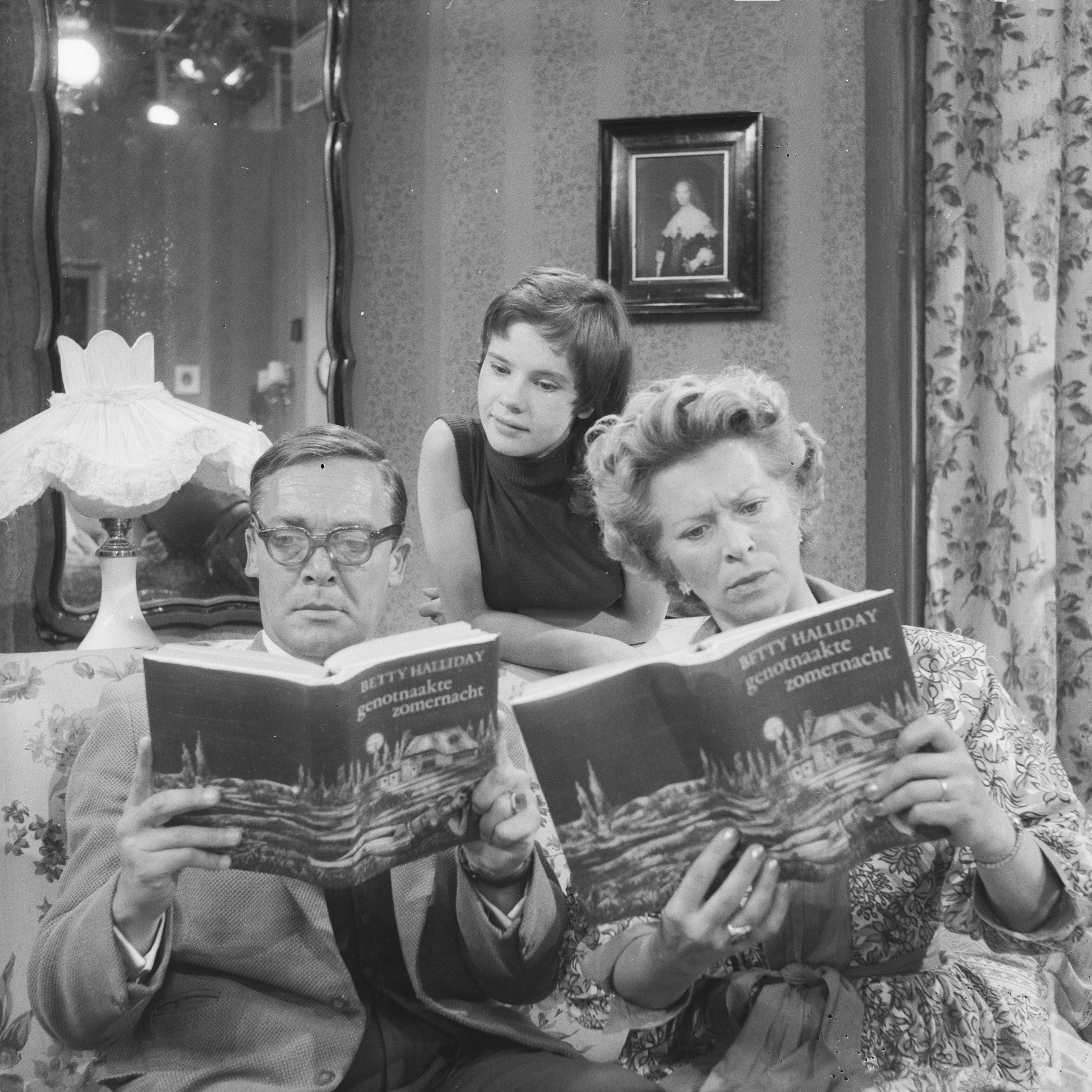
Boek van de maand, Rector op achtergrond (1959)

Marianne Rector (Bussum, 20 augustus 1937) is een Nederlands gepensioneerd actrice.
Ze was dochter van A.G. Hoek en Th. Rector. Ze was getrouwd met musicus Sem Nijveen, die in 1995 overleed.
Haar enige toneelopleiding bestond uit het vak toneel op het Individueel Voortgezet Onderwijs in haar geboortestad. Zijzelf vond die opleiding niet het summum, want ze wilde eigenlijk journaliste worden; anderen vonden haar daar te bescheiden voor. Ze was echter brutaal genoeg om op gegeven moment naar Constant van Kerckhoven te stappen, die toen hoofd hoorspel was bij de radio. Na audiëntie mocht ze blijven werken. Daaruit vloeide ook de rol van dochter in De familie Grenzenloos ontdekt Europa van Willy van Hemert; ze was er dochter van Bob de Lange en Magda Janssens. Diezelfde De Lange vroeg haar vervolgens voor een kinderrol (ze was 17 in 1954) voor De merkwaardige meneer Pennypacker, niet meer op de radio maar op de planken. Ze stond er naast Ellen van Hemert en een jonge Manfred de Graaf, eerder klasgenoot van Rector. Beiden trokken vervolgens naar het Rotterdams Toneel, zij na een periode 1954-1960 later naar Amsterdam en het Zuidelijk Toneel Ensemble. Ze zag zichzelf in 1959 niet als een volleerd actrice, wilde nog wel lessen geven (spraak, spel en zang).
Haar loopbaan omspande de jaren vijftig, zestig en zeventig. In 1969 gaf ze leiding aan het documentaireprogramma 2000 over meningen van futurologen van Leo Akkermans. In 1975 (Jaar van de Vrouw) speelde ze samen met Wieke Mulier in Een avondje vrouw, een voorstelling over superfeminisme. Daarna werd ze nog enigszins bekend door het inspreken van de stem van Wickie in Wick de Viking.  

## Televisie
- 1959: Het boek van de maand (Book of the month) van Basil Thomas onder leiding van Walter van der Kamp over een dochter (Rector) die intieme geheimen van haar ouders gespeeld door Pim Dikkers en Fien Berghegge heeft vastgelegd in een roman
- 1959: Hoog is de Hemel
- 1960: Bas Boterbloem
- 1960: Romeo en Julia in Berlijn
- 1961: De ooggetuige
- 1961: Dienst op Golgotha
- 1963: Schuld en boete